# Brian Nievas
Brian Agustín Nievas (Diamante, 28 aprile 1998) è un calciatore argentino, centrocampista del Patronato.

## Caratteristiche tecniche
È un mediano

## Carriera
Cresciuto nel settore giovanile del Patronato, debutta in prima squadra il 13 marzo 2019 in occasione dell'incontro di Copa Argentina vinto ai rigori contro lo Dock Sud.

## Statistiche

### Presenze e reti nei club
Statistiche aggiornate al 31 luglio 2021.
| Stagione        | Squadra         | Campionato      | Campionato | Campionato | Coppe nazionali | Coppe nazionali | Coppe nazionali | Coppe continentali | Coppe continentali | Coppe continentali | Altre coppe | Altre coppe | Altre coppe | Totale | Totale |
| Stagione        | Squadra         | Comp            | Pres       | Reti       | Comp            | Pres            | Reti            | Comp               | Pres               | Reti               | Comp        | Pres        | Reti        | Pres   | Reti   |
| --------------- | --------------- | --------------- | ---------- | ---------- | --------------- | --------------- | --------------- | ------------------ | ------------------ | ------------------ | ----------- | ----------- | ----------- | ------ | ------ |
| 2018-2019       | Patronato       | PD              | 0          | 0          | CA              | 1               | 0               |                    | -                  | -                  |             | -           | -           | 1      | 0      |
| 2020            | Patronato       |                 | -          | -          | CdL             | 4               | 0               |                    | -                  | -                  |             | -           | -           | 4      | 0      |
| 2021            | Patronato       | PD              | 4          | 1          | CA+CdL          | 2+8             | 0               |                    | -                  | -                  |             | -           | -           | 14     | 1      |
| Totale carriera | Totale carriera | Totale carriera | 4          | 1          |                 | 15              | 0               |                    | -                  | -                  |             | -           | -           | 19     | 1      |